# Relación neutrones-protones
| Física nuclear • Núcleo • Nucleones (p, n) • Materia nuclear • Fuerza nuclear • Estructura nuclear • Procesos nucleares |

Vida media de los isótopos. Téngase en cuenta que la gráfica de isótopos estables diverge de la línea Z= N a medida que el número de elemento Z aumenta

La relación neutrones-protones (también denominada relación N/Z o relación nuclear) de un núcleo atómico es la razón de su número de neutrones con respecto a su número de protones. Entre los núcleos estables y los núcleos naturales, generalmente aumenta al aumentar el número atómico. Esto se debe a que las fuerzas eléctricas de repulsión entre protones aumentan con la distancia de manera diferente a las atracciones debidas a la interacción nuclear fuerte. En particular, la mayoría de los pares de protones en núcleos grandes no están lo suficientemente separados, de modo que la repulsión eléctrica domina sobre la fuerza nuclear fuerte y, por lo tanto, la densidad de protones en núcleos estables más grandes debe ser menor que en núcleos estables más pequeños, donde más pares de protones experimentan apreciables atracciones debidas a la fuerza nuclear de corto alcance.
Para muchos elementos con número atómico Z lo suficientemente pequeño como para ocupar solo las tres primeras capas nucleares, es decir, hasta el calcio (Z = 20), existe un isótopo estable con relación N/Z de uno. Las excepciones son el berilio (N/Z = 1,25) y todos los elementos con número atómico impar entre 9 y 19 inclusive (aunque en esos casos cuando N = Z + 1 siempre se generan núcleos estables). El hidrógeno-1 (relación N/Z = 0) y el helio-3 (relación N/Z = 0,5) son los únicos isótopos estables con la proporción neutrones/protones inferior a uno. El uranio-238 tiene la relación N/Z más alta de cualquier nucleido primordial, con un valor de 1.587, mientras que el mercurio-204 tiene la relación N/Z más alta de cualquier isótopo estable conocido, con un valor de 1.55. El decaimiento radiactivo generalmente procede del cambio de la relación N/Z para aumentar la estabilidad. Si la relación N/Z es mayor que 1, un proceso de desintegración alfa aumenta la relación N/Z y, por lo tanto, proporciona un camino común hacia la estabilidad para desintegraciones que involucran grandes núcleos con muy pocos neutrones. La emisión de positrones y la captura electrónica también aumentan la relación, mientras que la desintegración beta la disminuye.
Los residuos radiactivos se generan principalmente porque el combustible nuclear tiene una relación N/Z estable más alta que sus productos de la fisión nuclear.

## Descripción semiempírica
Para núcleos estables, la relación neutrones-protones es tal que la energía de enlace está en un mínimo local o cerca de un mínimo.
A partir del modelo de gota de líquido, esta energía de enlace se aproxima mediante la fórmula empírica de Bethe-Weizsäcker:
{\displaystyle E_{B}=a_{V}A-a_{S}A^{2/3}-a_{C}{\frac {Z^{2}}{A^{1/3}}}-a_{A}{\frac {(A-2Z)^{2}}{A}}\pm \delta (A,Z).}
Dado un valor de {\displaystyle A} e ignorando las contribuciones del emparejamiento de espín de los nucleones (es decir, ignorando el término {\displaystyle \pm \delta (A,Z)}), la energía de enlace es una expresión cuadrática en {\displaystyle Z} que se minimiza cuando la relación neutrones-protones es {\displaystyle N/Z\approx 1+{\frac {a_{C}}{2a_{A}}}A^{2/3}}.